# António Maria Vasco de Melo Silva César e Meneses
António Maria Vasco de Melo Silva César e Meneses (Lisboa, 13 de Novembro de 1851 — Lisboa, 21 de Maio de 1923), 9.º Conde de Sabugosa, também conhecido por António Vasco de Melo, bacharel formado em Direito, diplomata e alto funcionário, mordomo-mor da Casa Real, Par do Reino, poeta e escritor distinto. Foi autor de múltiplos contos, crónicas, comédias e poemas, de diversas obras sobre escritores portugueses do século XVI e de uma obra histórica sobre Sintra. Fez parte do grupo dos Vencidos da Vida, tendo colaborado também na Revista de Portugal.

## Biografia
D. António Maria Vasco de Melo Silva César e Meneses nasceu em Lisboa, a 13 de Novembro de 1851, filho de D. António Maria José de Melo da Silva César e Meneses, o 3.º marquês de Sabugosa, e de D. Maria do Carmo da Cunha Portugal e Meneses, dama honorária da rainha D. Maria Pia. Seu pai foi um prestigiado par do Reino, ministro, governador civil e um dos mais destacados membros do Partido Histórico do seu tempo.
Casou a 8 de Janeiro de 1876 com D. Mariana das Dores de Melo, 4.ª Condessa de Murça, título que lhe foi renovado como herdeira de seu pai, D. João José Maria de Melo e Abreu Soares de Brito Barbosa Palha de Vasconcelos Guedes, o 3.º Conde de Murça, e de D. Ana de Sousa Coutinho Monteiro Paim. A esposa foi dama das rainhas D. Maria Pia e D. Amélia de Orleães e presidente da Associação Protectora das Escolas para Crianças Pobres.
António Vasco de Melo, nome que utilizou enquanto estudante e com o qual assinou muitas das suas obras literárias, era bacharel formado em Direito pela Universidade de Coimbra, onde terminou o seu curso em 1877.
Por decreto de 15 de Setembro de 1879, recebeu a mercê do título de 9.º conde de Sabugosa, para além de ter herdado diversos outros títulos e honras, que reuniu na sua casa aos da casa dos condes de Murça, provenientes da família da esposa. Apesar de poder suceder a seu pai nos títulos de marquês de Sabugosa e de conde de São Lourenço, nunca se encartou.
Em 1882 ingressou na carreira diplomática como funcionário da Secretaria de Estado dos Negócios Estrangeiros, com o cargo de segundo-oficial, sendo nomeado secretário de legação em 1885. Ascendeu a enviado extraordinário e ministro plenipotenciário, servindo no gabinete do ministro, cargo de que foi exonerado, a seu pedido, por decreto de 3 de Novembro de 1910, na sequência da implantação da República.
Foi também alcaide-mor de Elvas e veador e mordomo-mor da casa da rainha D. Amélia de Orleães, tendo sido o último a exercer esses cargos.

### Actividade literária
Herdeiro de uma vasta biblioteca, que incluía muitas obras raras e inéditos, foi escritor e poeta de mérito. Em 1894 publicou, de colaboração com Bernardo Pinheiro Correia de Melo, 1.º conde de Arnoso, um interessante livro de contos, intitulado De braço dado. Em 1903 publicou o livro O Paço de Sintra, Apontamentos Históricos e Arqueológicos, obra que inclui desenhos da autoria da rainha D. Amélia de Orleães, para além de colaboração artística do aguarelista Enrique Casanova (1850-1913) e do arquitecto Raúl Lino da Silva (1879-1974). A obra inclui a primeira publicação em português do poema Sintra da poetisa humanista Luisa Sigea.
Em 1906 editou o Auto da Festa, de Gil Vicente, obra então caída no esquecimento, a partir de raro exemplar que encontrou na biblioteca do seu palácio do Calvário. O Auto da Festa foi publicado acompanhado por um estudo crítico da sua autoria e de numerosas notas e comentários. Também editou, a partir de texto encontrado na sua livraria, a obra Auto da Natural Invenção do poeta António Ribeiro "Chiado", o Chiado (1917).
Em 1908 publicou o livro Embrechados, que em pouco tempo teve duas edições. Colaborou assiduamente na Revista de Portugal editada por Eça de Queirós e também se encontra colaboração da sua autoria nas revistas A semana de Lisboa (1893-1895),  Serões (1901-1911), O Thalassa (1913-1915) e  Ideia Nacional  (1915).
Para além das obras atrás citadas, publicou muitas outras, bem como muitos artigos e ensaios de carácter histórico e literário, contos e versos que se encontram dispersos em revistas e jornais. Colaborou com texto da sua autoria na obra In memoriam: Júlio de Castilho  publicada em 1920.
Fez parte do grupo de intelectuais que se autodenominava Vencidos da Vida, tendo privado, entre outros, com Joaquim Pedro de Oliveira Martins, Ramalho Ortigão, Eça de Queirós e Maria Amália Vaz de Carvalho.

### Actividade política
Na eleições gerais de Outubro de 1879 foi eleito deputado às Cortes pelo círculo de Arouca, prestando juramento a 14 de Janeiro de 1880. Apesar de pouco interventivo, participou nas comissões parlamentares de negócios estrangeiros e de legislação civil, sendo secretário de ambas. Não voltou a ser eleito.
Por falecimento de seu pai, a 2 de Dezembro de 1897, ascendeu ao pariato por direito hereditário, tendo tomado assento na Câmara a 26 de Março de 1898. Na Câmara dos Pares fez parte de múltiplas comissões, com destaque para as relacionadas com os negócios estrangeiros e o comércio externo, com destaque para a procura de mercados para as exportações tradicionais portuguesas: vinho e cortiça. Não fez intervenções de grande fôlego, nem foi muito participativo no hemiciclo.
Destacou-se em 1908 na discussão da lei sobre os cargos e o financiamento da Casa Real, defendendo a sua independência em relação ao poder político e a necessidade de evitar a ingerência partidária na vida palatina.
Com o advento da Implantação da República Portuguesa, afastou-se da actividade política, mas manteve-se fiel aos seus princípios monárquicos, tendo visitado frequentemente a família real portuguesa durante o seu exílio em Inglaterra. Essa fidelidade, e aberta defesa que fazia da monarquia, valeram-lhe algumas semanas de prisão no Castelo de São Jorge durante a fase crítica da intentona da Monarquia do Norte.

### Falecimento, honras e títulos
Faleceu em Lisboa a 21 de Maio de 1923. Foi grã-cruz da Ordem de Cristo; comendador e grã-cruz da Ordem de Santiago da Espada, por decreto de 4 de Dezembro de 1909; mordomo-mor da Casa Real, nomeado em Abril de 1903; Par do Reino, por nomeação de 17 de Março de 1898; e sócio efectivo da Academia Real das Ciências de Lisboa.
Foi também membro do Instituto de Coimbra, da Associação dos Arquitectos Civil e dos Arqueólogos Portugueses e da Sociedade Literária Almeida Garrett. Foi presidente da Sociedade de Bibliófilos Diogo de Machado.
Tendo passado pela carreira diplomática, foi agraciado com múltiplas condecorações estrangeiras.

## Obras publicadas
António Maria José de Melo César e Meneses foi editor de obras de Gil Vicente e do poeta Chiado. Entre as suas principais obras publicadas contam-se:
- Minuete (1877);
- Poemetos (1882)
- Na Goela do Leão (1882);
- De Braço Dado (em colaboração com o 1.º conde de Arnoso) (1894)
- O Paço de Cintra, apontamentos historicos e archeologicos (adornado com desenhos da rainha D. Amélia de Orleães) (1903);
- Embrechados (1908);
- Neves de Antanho (1910);
- Donas de Tempos Idos (1912; n. ed.: Porto, Fronteira do Caos, 2006).
- Gente d'Algo (1915);
- A Rainha D. Leonor (1921)
- Bobos na Corte (1923; n.ed.: Lisboa, 2007).